# Governador de Mato Grosso do Sul
El Governador de Mato Grosso do Sul és el cap del govern de l'estat brasiler de Mato Grosso do Sul.
Es tracta d'un càrrec públic escollit mitjançant el sistema electoral majoritari a dues voltes. Si un candidat rep més de 50% dels vots totals en la primera votació, és elegit sense necessitat d'una segona volta. Però si cap candidat no obté majoria absoluta, es duria a terme una segona ronda de votacions, on només hi participarien els dos candidats que van obtenir més vots en la primera volta. El guanyador de la segona volta seria triat governador. La legislatura dura 4 anys i el governador té dret a la reelecció, sense límits de mandats.

## Seu

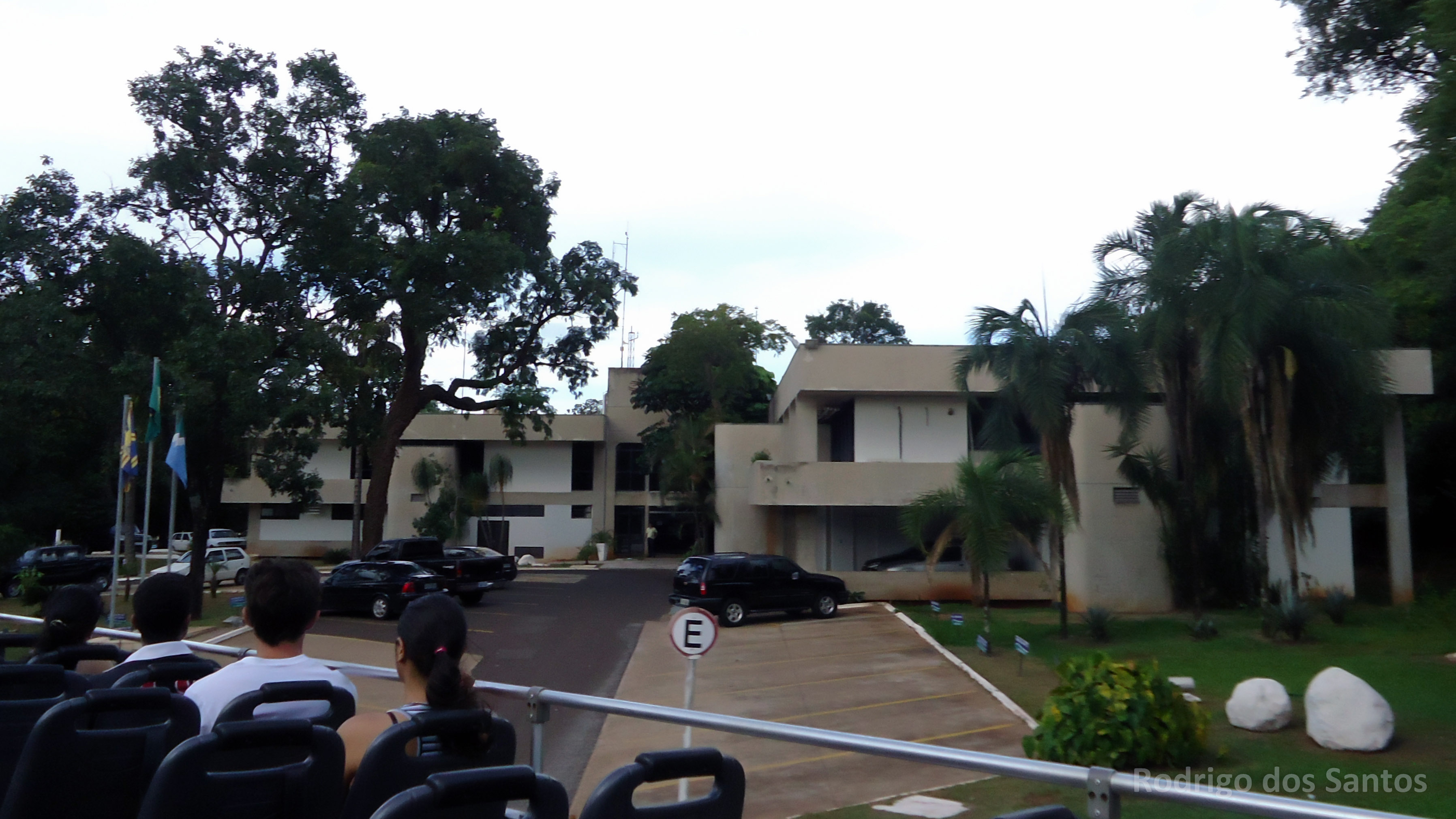
Seu del Govern

La seu del govern (Governadoria) se situa al Parque dos Poderes, a la capital sulmatogrossense, Campo Grande. L'edifici està ocupat també per la seu de la Secretaria d'Estat de Govern i Gestió Estratègica i de la Subsecretaria de Comunicació.
Projectat per l'arquitecte Élvio Garabini, que també signa gran part dels edificis del Parc, la construcció va ser inaugurada el 1983, amb tot el complex d'òrgans públics.
Quan es va estrenar el complex, el Govern es va situar provisionalment en aquest edifici, que havia d'acollir només una secretaria. S'havia projectat la construcció d'un palau governamental, però la idea va ser avortada pel governador Pedro Pedrossian. Així, la Governadoria va ser fixada definitivament en la mateixa seu on es trobava i que ocupa fins al dia d'avui. En la dècada del 2000, es va valorar l'opció d'executar la construcció del palau, però la idea novament va ser descartada.
El governador no té residència oficial.

## Llista de Governadors
| Núm.              | Governador                                   | Període del mandat                                                    | Partit                                       | Vicegovernador/a                     | Elecció | Refs.               |
| ----------------- | -------------------------------------------- | --------------------------------------------------------------------- | -------------------------------------------- | ------------------------------------ | ------- | ------------------- |
| Dictadura Militar |                                              |                                                                       |                                              |                                      |         |                     |
| 1                 | Harry Amorim Costa                           | 1 de gener de 1979 12 de juny de 1979 (5 mesos i 11 dies)             | Aliança Renovadora Nacional ARENA            | càrrec inexistent                    | -       | [ 8 ] [ 9 ]         |
| -                 | Londres Machado                              | 12 de juny de 1979 30 de juny de 1979 (17 dies)                       | Aliança Renovadora Nacional ARENA            | càrrec inexistent                    | -       | [ 10 ]              |
| 2                 | Marcelo Miranda                              | 30 de juny de 1979 28 d'octubre de 1980 (1 any, 3 mesos i 28 dies)    | Partit Democràtic Social PDS                 | càrrec inexistent                    | -       | [ 8 ] [ 11 ] [ 12 ] |
| -                 | Londres Machado                              | 28 d'octubre de 1980 7 de novembre de 1980 (10 dies)                  | Partit Democràtic Social PDS                 | càrrec inexistent                    | -       | [ 10 ]              |
| 3                 | Pedro Pedrossian                             | 7 de novembre de 1980 15 de març de 1983 (2 anys, 4 mesos i 1 semana) | Partit Democràtic Social PDS                 | càrrec inexistent                    | -       | [ 8 ] [ 13 ] [ 14 ] |
| Sisena República  |                                              |                                                                       |                                              |                                      |         |                     |
| 4                 | Wilson Barbosa Martins                       | 15 de març de 1983 14 de maig de 1986 (3 anys, 1 mes i 29 dies)       | Moviment Democràtic Brasiler PMDB            | Ramez Tebet                          | 1982    | [ 8 ] [ 15 ] [ 16 ] |
| 5                 | Ramez Tebet                                  | 14 de maig de 1986 15 de març de 1987 (10 mesos)                      | Moviment Democràtic Brasiler PMDB            | cap                                  | -       | [ 8 ] [ 17 ]        |
| 6                 | Marcelo Miranda                              | 15 de març de 1987 15 de març de 1991 (4 anys)                        | Moviment Democràtic Brasiler PMDB            | George Takimoto                      | 1986    | [ 8 ] [ 12 ]        |
| 7                 | Pedro Pedrossian                             | 15 de març de 1991 1 de gener de 1995 (3 anys, 9 mesos i 16 dies)     | Partit Laboralista Brasiler PTB              | Ary Rigo                             | 1990    | [ 8 ] [ 13 ]        |
| 8                 | Wilson Barbosa Martins                       | 1 de gener de 1995 1 de gener de 1999 (4 anys)                        | Moviment Democràtic Brasiler PMDB            | Braz Melo (1995-96) vacant (1996-98) | 1994    | [ 8 ] [ 15 ]        |
| 9                 | José Orcírio Miranda dos Santos (Zeca do PT) | 1 de gener de 1999 1 de gener de 2007 (8 anys)                        | Partit dels Treballadors PT                  | Moacir Kohl                          | 1998    | [ 8 ] [ 18 ]        |
| 9                 | José Orcírio Miranda dos Santos (Zeca do PT) | 1 de gener de 1999 1 de gener de 2007 (8 anys)                        | Partit dels Treballadors PT                  | Egon Krakheche                       | 2002    | [ 8 ] [ 18 ]        |
| 10                | André Puccinelli                             | 1 de gener de 2007 1 de gener de 2015 (8 anys)                        | Moviment Democràtic Brasiler PMDB            | Murilo Zauith                        | 2006    | [ 8 ] [ 19 ] [ 20 ] |
| 10                | André Puccinelli                             | 1 de gener de 2007 1 de gener de 2015 (8 anys)                        | Moviment Democràtic Brasiler PMDB            | Simone Tebet                         | 2010    | [ 8 ] [ 19 ] [ 20 ] |
| 11                | Reinaldo Azambuja                            | 1 de gener de 2015 1 de gener de 2023 (10 anys, 73 dies fins ara)     | Partit de la Socialdemocràcia Brasilera PSDB | Rose Modesto                         | 2014    | [ 21 ] [ 22 ]       |
| 11                | Reinaldo Azambuja                            | 1 de gener de 2015 1 de gener de 2023 (10 anys, 73 dies fins ara)     | Partit de la Socialdemocràcia Brasilera PSDB | Murilo Zauith                        | 2018    | [ 21 ] [ 22 ]       |
| 12                | Eduardo Riedel                               | Electe, inici: 1 de gener de 2023                                     | Partit de la Socialdemocràcia Brasilera PSDB | José Carlos Barbosa (Barbosinha)     | 2022    | [ 23 ] [ 24 ]       |